# Ілліч-Світич Владислав Маркович
Владисла́в Ма́ркович Іллі́ч-Сві́тич (12 вересня 1934, Київ — 22 серпня 1966, Щолково, Московська область) — радянський мовознавець-компаративіст українського походження.
Ностратична (у написанні Ілліч-Світича)

K̥elHä wet̥ei ʕaK̥un kähla 

k̥aλai palhʌ-k̥ʌ na wetä 

śa da ʔa-k̥ʌ ʔeja ʔälä 

ja-k̥o pele t̥uba wete 

Ностратична (МФА)

K̕elHæ wet̕ei ʕaK̕un kæhla 

k̕at͡ɬai palhVk̕V na wetæ 

ɕa da ʔak̕V ʔeja ʔælæ 

jak̕o pele t̕uba wete 

Підрядник 

[РОД- родовий, ІЛ- ілатив, ВІД - відносний займенник]
Мова час- РОД вода- РОД шлях 

пішов- РОД житло- ІЛ нас веде 

той але там - ІЛ йде не 

ВІД- хто боїться глибока вода
Переклад 

Мова - це брід через річку часу, 

він веде нас до оселі померлих; 

але туди не зможе дійти той, 

хто боїться глибокої води. 
 

## Біографічні відомості
Закінчив Московський університет, працював науковим співробітником в Інституті слов'янознавства та балканістики АН СРСР, у Московському університеті читав спецкурс з порівняльної граматики індоєвропейських мов. У 1963 році захистив кандидатську дисертацію «Іменна акцентологія в балтійській та слов'янській. Доля акцентуаційних парадигм». Учень С. Б. Бернштейна.
Автор публікацій з етимології, порівняльної акцентології, фонетики слов'янських, балтійських та інших мов.
Обґрунтував ностратичну теорію спорідненості індоєвропейських, картвельських, семіто-хамітських (афразійських), дравідійських, уральських та алтайських мов, створивши порівняльну фонетику і порівняльний словник спільних мовних коренів.
Автор фундаментальної праці «Іменна акцентуація в балтійських та слов'янських мовах», етимологічних та порівняльно-фонетичних досліджень з слов'янським, балтійським мовам, з індоєвропеїстики, з уральськими, алтайськими, картвельськими, чадськими мовами.
Склав перший македонсько-російський словник спільно з Д. Толовскі.
Загинув в автомобільній катастрофі, не доживши до 32 років і не завершивши головну працю свого життя — «Проба порівняння ностратичних мов».
Похований на кладовищі у селі Образцово, Щолковський район, Московська область.

## Праці
- «Опыт сравнения ностратических языков», т. 1-3, 1971 (9,7 Мб, djvu)
- «Именная акцентуация в балтийском и славянском», 1963
- Древнейшие индоевропейско-семитские языковые контакты, в сборнике: Проблемы индоевропейского языкознания, М., 1964
- Материалы к сравнительному словарю ностратических языков (индоевропейский, алтайский, уральский, дравидийский, картвельский, семито-хамитский). // Этимология 1965.
- Опыт сравнения ностратических языков (семито-хамитский, картвельский, индоевропейский, уральский, дравидийский, алтайский). Сравнительный словарь.
- Соответствия смычных в ностратических языках, в сборнике: Этимология. 1966, М., 1968